# Cyphon ruficollis
Cyphon ruficollis is een keversoort uit de familie moerasweekschilden (Scirtidae). De wetenschappelijke naam van de soort werd in 1825 gepubliceerd door Thomas Say.